# Helden der Lüfte
Helden der Lüfte (Originaltitel: Captains of the Clouds) ist ein US-amerikanischer Kriegsfilm des Regisseurs Michael Curtiz aus dem Jahr 1942, nach einer Erzählung von Arthur T. Horman und Roland Gillett. Die Erstaufführung in Deutschland fand im Fernsehsender Das Erste am 13. Oktober 1995 statt.

## Handlung
Zu Beginn des Zweiten Weltkrieges arbeiten McLean, Dutton, Murphy, Lebec und Harris als Buschpiloten in Ontario, Kanada. Als McLean verletzt ist, rettet ihm Dutton das Leben, indem er unter schwierigen Flugbedingungen einen Arzt zu McLean fliegt. Aus Dankbarkeit und um ihm ein unbefriedigendes Eheleben zu ersparen, heiratet McLean Duttons Freundin Emily. Dutton erkennt nicht, dass McLean um Emilys schlechten Charakter weiß, und ihre Freundschaft endet. Der deprimierte Dutton tritt in die Royal Canadian Air Force (RCAF) ein.
Später verpflichten sich auch McLean und seine Kollegen. Sie merken aber bald, dass sie für Kampfeinsätze zu alt sind und werden als Trainingspiloten Commonwealth Air Training Plan beschäftigt. Ihr Führungsoffizier ist Dutton. McLeans Unabhängigkeit kommt in Konflikt mit der militärischen Disziplin und Befehlshierarchie, so dass er zusammenbricht. Er und Murphy fliegen während der Abschlussfeier, die Air Marshal Bishop durchführt, ab. Murphy erleidet durch die Beschleunigung während eines anstrengenden Flugmanövers einen Blackout. Seine Maschine stürzt ab, Murphy stirbt.
Als zwei Transportflugzeuge zusammenstoßen und alle 44 Piloten, die Bomber vom Typ Lockheed Hudson nach England bringen sollten, sterben, muss Ersatz gefunden werden. McLean und andere Zivilisten melden sich freiwillig für den Einsatz. Sie sollen von Neufundland aus die Flugzeuge unbewaffnet nach England fliegen. McLeans Flotte wird von Dutton befehligt. Ein deutscher Jagdflieger greift an, Lebec wird abgeschossen. Harris, der als Navigator an Bord von McLeans Maschine ist, stirbt, so dass McLean nur noch einen Ausweg sieht, die anderen Flugzeuge zu retten. Er lenkt seinen Bomber in das deutsche Flugzeug.

## Kritiken
„Ein ausgesprochen patriotischer Flieger- und Abenteuerfilm, rund um den Draufgänger James Cagney aufgebaut. Überzeugend sind immer noch die akrobatischen Flugkunststücke.“

## Auszeichnungen
1943 Oscar-Nominierungen in den Kategorien:
- Beste Kamera (Farbe) – (Sol Polito)
- Beste Ausstattung (Farbe) – (Ted Smith und Casey Roberts)

## Hintergrund
- Der erste Hollywood-Film, der komplett in Kanada gedreht wurde, war auch Cagneys erster Film in Technicolor.
- Die Titelmelodie des Filmes (den Text schrieb Johnny Mercer), ein Militärmarsch, wurde später das offizielle Lied der RCAF.
- Als Co-Produzent fungierte William Cagney, ein Bruder von James Cagney.
- Der Film wurde zeitgleich in New York (USA), Toronto, Winnipeg, Vancouver und Ottawa (Kanada), Kairo (Ägypten) und Melbourne (Australien) uraufgeführt. Filmkopien wurden von der RCAF in diese Städte transportiert.
- In einer Kleinrolle als Flugschüler ist der spätere Oscar-Preisträger Gig Young zu sehen. In diesem Film tritt er mit seinem Realnamen Byron Barr auf.
- Prominente Mitarbeiter am Set: Co-Autor Reilly Raine (Oscar 1938), Komponist Steiner (Oscars 1936, 1943 und 1945), der musikalische Direktor Leo F. Forbstein (Oscar 1937), Filmeditor George Amy (Oscar 1944), und Kamera-Techniker Winton C. Hoch (Oscars 1949, 1950 und 1953, dazu ein Spezial-Oscar 1940), der hier für die Luftaufnahmen zuständig war.
- Der militärische Berater des Films war Owen Cathcart-Jones, in seiner Funktion als Staffel-Führer.

## Historischer Hintergrund
- William Bishop spielt sich selber als Air Marshal, der die Abschlussfeier vornimmt. Er war im Ersten Weltkrieg ein sogenanntes Flieger-As und stellte im Zweiten Weltkrieg den Commonwealth Air Training Plan auf.
- Der Commonwealth Air Training Plan war ein Schulungsprogramm des Commonwealth während des Zweiten Weltkrieges. Piloten aus Großbritannien, Kanada, Australien, Neuseeland, Südafrika und dem damaligen Südrhodesien nahmen daran teil. Das Programm lief von Dezember 1939 bis März 1945. Insgesamt wurden über 167.000 Personen ausgebildet.
- Im Zweiten Weltkrieg nahmen 215.000 Angehörige der Royal Canadian Air Force in unterschiedlichen Positionen am Krieg teil. Unter ihnen waren 15.000 Frauen. 3.000 RCAF-Angehörige wurden im Krieg getötet.